# Вікові та меморіальні дерева Полтавщини
Вікові та меморіальні дерева Полтавщини. На Полтавщині зростає чимало вікових, меморіальних та естетично цінних дерев. Більшість з них мають статус ботанічної пам’ятки природи місцевого значення та захищені державою відповідно до Закону України «Про природно-заповідний фонд України».
Перелік дерев дерев, які мають статус ботанічної пам’ятки природи щорічно подається у Екологічному паспорті Полтавської області.
У 2021 році створено інтерактивну мапу «Вікові та меморіальні дерева Полтавщини»  [Архівовано 31 січня 2022 у Wayback Machine.]. На мапі позначено більше 900 дерев і наведена коротка інформація для більшості з них: фотографія дерева, опис, результати обміру стовбура дерева.
Крім цього складено туристичний довідник «Вікові та меморіальні дерева Полтавщини» .

## Перелік дубів у категорії «Пам’ятки природи»
Найстаріші дерева області — ботанічні пам’ятки природи місцевого значення
- Дуб черешчатий (Яхники)
- Дуб черешчатий (Деревки)
- Кочубеївські дуби
- Дуб черешчатий (Велика Багачка)
- Дуб черешчатий (Пирятин)
- Хейлівщинський дуб

## Перелік дубів у категорії «Втрачені»
- Дуб Карла XII (Полтава)
- Дуб Мазепи (Диканька)
- Дуб Т. Г. Шевченка (Березова Рудка)
- Віковий дуб у Сосновому парку (Лохвиця)

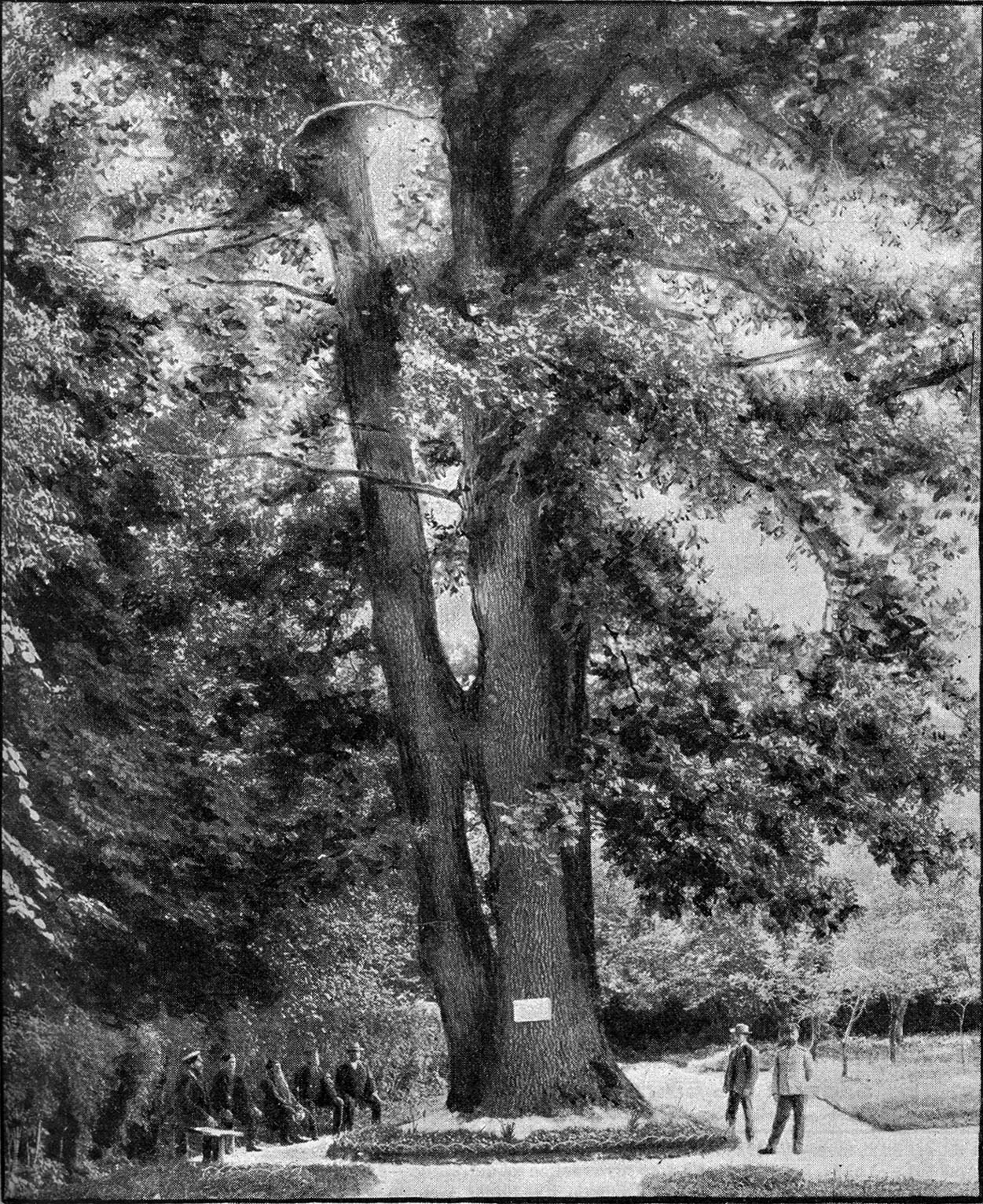

## Перелік дубів у категорії у «Перспективні для заповідання»
Дерева, що заслуговують на статус ботанічної пам’ятки природи

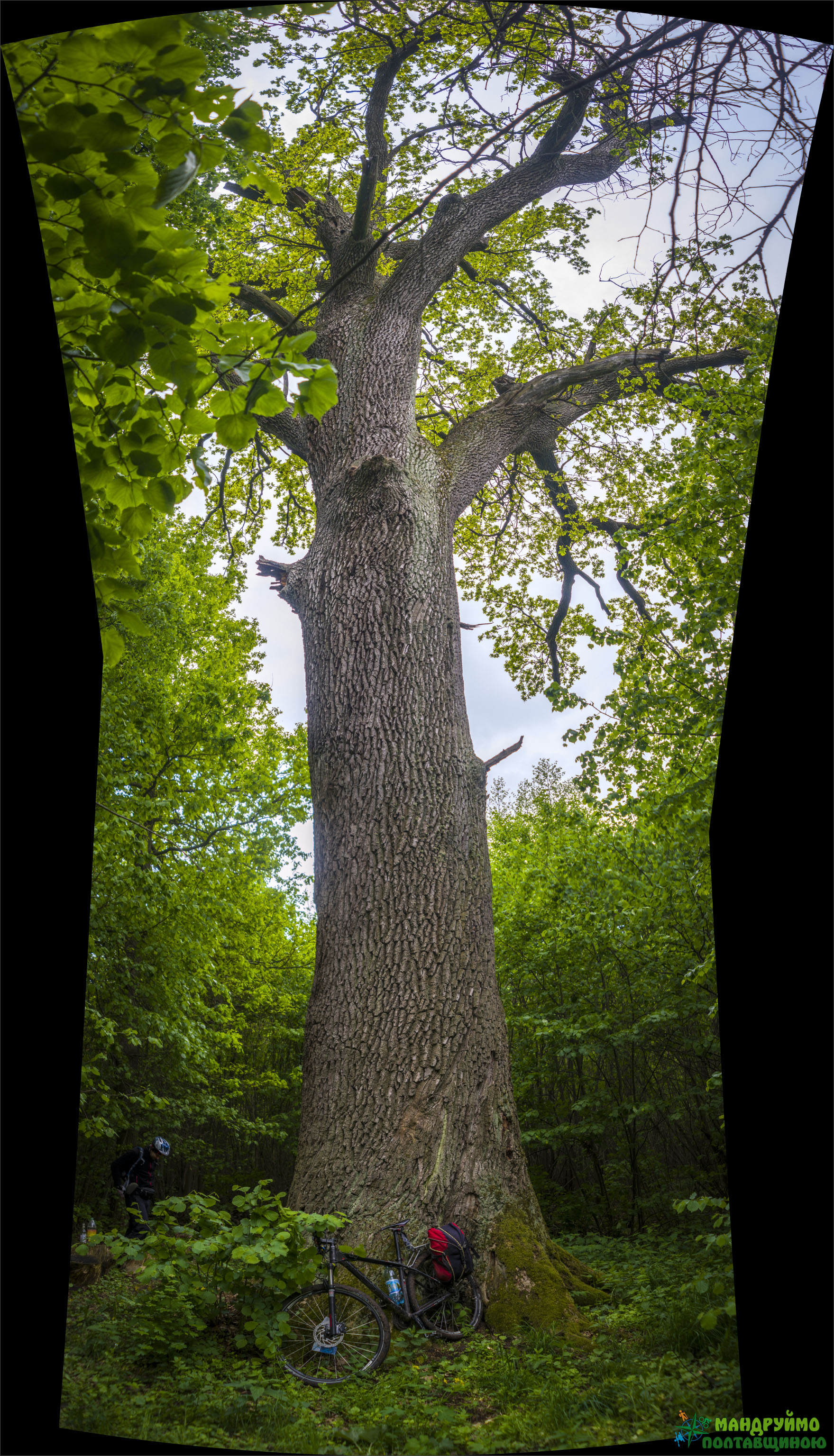
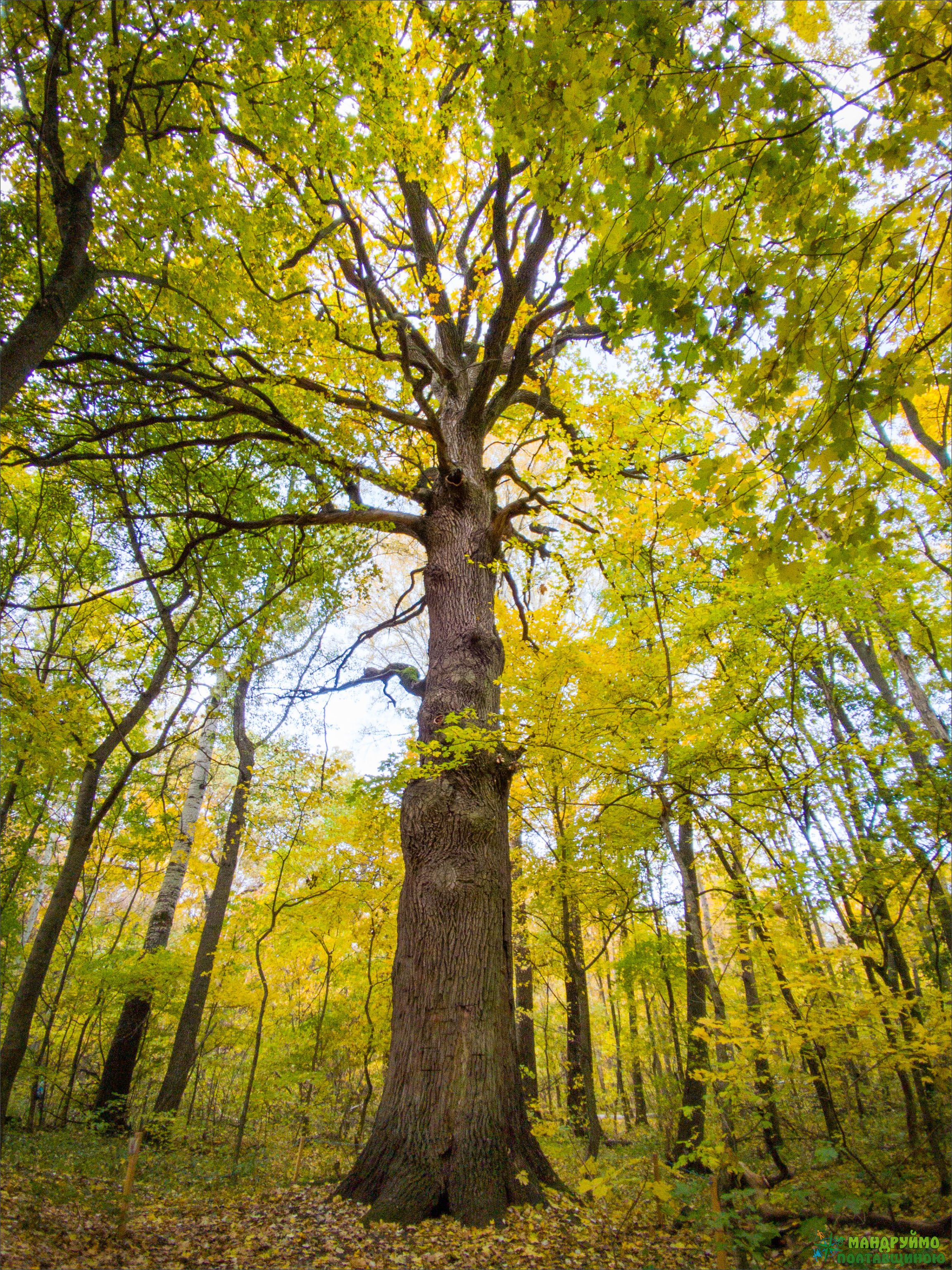

- Шишацький дуб
- Дуб Остроградського

## Дерева меморіальні
- Дуб І. П. Котляревського
- Дуб Сковороди (на валу Більського городища)
- Дуб Шевченка в Полтаві
- Дуб Шевченка в селі Мар'янське
- Каштан Вавілова